# Xã Homan, Quận Miller, Arkansas
Xã Homan (tiếng Anh: Homan Township) là một xã thuộc quận Miller, tiểu bang Arkansas, Hoa Kỳ. Năm 2010, dân số của xã này là 144 người.